# Petsamo
Petsamo (finsk, svensk) Petsjenga (norsk) og Pechenga (russisk) er betegnelsen for et russisk område på grænsen til Norge og Finland. Området har et areal på 10.470 km² og har omkring 11.000 indbyggere.

## Landskab
Kysten er 109 km lang, indtil 200 m høj og isfri året rundt. Landskabets største længde er fra sydvest til nordøst 240 km, den største bredde 65 km. Området hører geologisk og geografisk til Fennoskandia, idet jordbunden består af granit, gnejs og granulit. Overfladen er kuperet med fjeld og tundra. De største vandløb er Petsamo og Paatsjoki (Pasviks älv), hvilken sidste sammen med Grense Jakobselv) danner grænsen mod Norge.

## Historie
Området har langt tilbage i tiden haft en samisk befolkning. I 1400- eller 1500-tallet anlagdes klosteret Petsamo (»Petjenga»). Klosterkrønikerne omtaler, at munken Trifon, som, besjælet af en hellig iver efter at redde de hedenske lappers sjæle, drog dertil, og klosteret skal være oprettet i 1600-tallet. Det er muligt, at Trifon genoprettede et tidligere kloster og grundlagde et nyt, idet der har været to klostre i Petsamo. I hvert fald synes Trifon at have haft en stor indflydelse, som strakte sig helt ind i Pasvikdalen, hvor Boris Glebs kirke i Köngäs stammer fra disse tider. Efterfølgende udbredte sig fra klosteret en politisk og økonomisk indflydelse, indtil svenskerne overtog russernes beskatningskrav fra Enare til Varanger i øst og Tysfjord i vest. Ved Freden i Teusina (1595) befæstedes i nogen grad den svensk-russiske grænse. Den svenske fremtrængen i Nordskandinavien udløste Kalmarkrigen mellem Danmark-Norge og Sverige, som endte med svensk nederlag. Ved Freden i Knærød 1613 måtte Sverige opgive sine krav på det meste af området. Knärödsfredens nordgrænser var på grund af deres generelle natur i mange henseender uklare og derved genstand for tvister. Den dobbelte — endog (i hvert fald mod øst) tredobbelte — beskatning fortsatte også efter freden i Knäröd: her rådede et sandt condominium. Spørgsmålet blev drøftet på møder i Skeen 1613, i Halmstad 1619, i Knærød (1624) samt endelig i Enontekis 1695, men det var først ved Strömstadstraktaten af 18. oktober 1751, at, efter langvarige grænseundersøgelser, de vestlige og nordlige grænser mere detaljeret blev regulerede, hvorved Sverige definitivt måtte afstå det sydlige Varanger. Først år 1767 kunne imidlertid den faktiske grænse få kongelig stadfæstelse. Ved Strömstadstraktaten reguleredes hele den svensk-norske grænse således, at Kautokeino og Karasjok kom under Norge, Enontekis, Enare og Utsjoki under Sverige.
Den finsk-norske grænse blev først markeret år 1809, da de tre ovennævnte finske sogne efter tidligere have hørt til Västerbottens län i Sverige — omend de kirkeligt havde hørt under Åbo bispedømme — forenedes med Finlands Lappmark.
Imidlertid havde også russerne gjort krav på området, og først den 14. maj 1826 blev grænseaftalen mellem Rusland og Den svensk-norske union undertegnet i Sankt Petersborg, og grænsen til Rusland fastlagt.
Ved Finlands uafhængighed efter 1. verdenskrig blev området en del af Finland ved Freden i Tartu 14. oktober 1920. Petsamo udgjorde et herred under Uleåborgs Län og omfattede 10.150 km2. I 1922 fandtes ca. 2.000 indbyggere, hvoraf 1.700 i hovedstaden Petsamonvuone (Petsamo Fjord). Befolkningen bestod af finner, skoltelapper og nogle få russere. Vigtigste næringsveje var kvægavl og fiskeri efter torsk, flyndere, laks samt jagt på sæler og hvaler. En landevej fra Rovaniemi station til Petsamonvuone fuldførtes 1927 og var 540 km lang. Der fandtes dampskibsforbindelse mellem Köngäs (russisk: Boris Gleb) og Petsamonvuone. I 1921 efter fandt man store nikkelforekomster i området, og disse blev fra 1935 udvundet af canadiske og franske mineselskaber. Der blev derfor bygget en vej fra Sodankylä i Lapland til Petsamo.
Under Vinterkrigen indtog de sovjetiske styrker hele området, men ved Fredstraktaten i Moskva 1940 blev det bestemt, at Finland kun skulle afstå den vestlige del af Rybachihalvøen.
Under Fortsættelseskrigen blev det ortodokse kloster evakueret til Savolax sammen med klosteret, som havde ligget på øen Valamo i Ladogasøen under navnet Nye Valamo kloster.
Området blev besat af tyske tropper med udgangspunkt i Kirkenes under Operation Barbarossa og var under tysk okkupation, indtil de tyske tropper i 1944 blev trængt tilbage af den Røde Hær. Området blev formelt afstået til Sovjetunionen indenfor Paris Fredsaftalen i 1947.
I dag føres gassen fra Sjtokman i land ved Petsamo.